# /dev/null
Nei sistemi operativi Unix e Unix-like, /dev/null (null device, dispositivo nullo) è un dispositivo virtuale (ossia non fisicamente presente su memoria di massa) con la caratteristica di scartare (non memorizzare) tutti i dati che gli vengono scritti. È sempre possibile effettuarvi scritture di quantità arbitrarie di dati, mentre in lettura non viene mai restituito alcun dato. In gergo è spesso chiamato buco nero o cestino per bit (da bit bucket).

## Uso
L'utilizzo comune è quello di destinazione per dati o messaggi da ignorare prodotti su stream in uscita, e come file sempre vuoto è sempre disponibile per stream in ingresso.
Ad esempio, per ignorare il flusso di standard output prodotto da comando si può usare nella shell la sintassi
```
comando
 > /dev/null
```

che è in realtà la versione semplificata di:
```
comando
 1> /dev/null
```

dove 1 indica appunto lo standard output.
Per reindirizzare anche il flusso di standard error si può usare:
```
comando
 1> /dev/null 2> /dev/null
```

dove 2 indica lo standard error.  Quest'ultimo comando equivale a:
```
comando
 &> /dev/null
```

## Uso discorsivo
/dev/null è usato come metafora di luogo da cui nulla ritorna o esce in battute "umoristiche" come:
- "per favore, mandate tutte le vostre lamentele a /dev/null" ("non provate a mandarci lamentele")
- "i tuoi dati sono stati archiviati in /dev/null" ("i tuoi dati sono stati eliminati")
- "reindirizzati a /dev/null" ("vai al diavolo", o "sparisci")

Una pubblicità famosa per il Titanium PowerBook G4 era: "Titanium PowerBook G4 manderà tutte le altre UNIX-box a /dev/null".

## Equivalenti in altri sistemi operativi
Il dispositivo equivalente sui sistemi CP/M (e successivamente su DOS e Windows) è chiamato NUL (es. PAUSE>NUL).
Sui sistemi Amiga il device era chiamato NIL:, mentre sui sistemi operativi Windows NT e successori esiste il device \Device\Null interno ed un link simbolico NUL.